# Уилям Мартин Лийк
Уилям Мартин Лийк (на английски: William Martin Leake) е британски военен, топограф и събирач на старини, член на Кралското дружество, оставил ценни сведения за Южните Балкани в началото на XIX век.

## Биография
Роден е на 14 януари 1777 година в Лондон, Великобритания. След като завършва Кралската военна академия в Улуич, прекарва пет години (1794 – 1799) в Западните Индии като лейтенант от морската артилерия. В 1799 година е повишен в капитан и е изпратен от британското правителство в османската столица Цариград като артилерийски инструктор. Едно пътешествие през Мала Азия в 1800 година с цел присъединяване към британската флота в Кипър запалва у него страстта към античната топография. Връща се в Цариград и в 1801 преминава с османската армия през пустинята в Египет и след изгонването на французите, Лийк проучва Египет и Нил до праговете. През лятото на 1802 година прави проучвания в Атина, но губи всичките си египетски карти и чертежи след като корабът му, ескортиращ прочутите мрамори от Акропола закупени от лорд Елгин, потъва край остров Китира, Гърция.
Скоро след пристигането си в Англия през септември 1804 година е изпратен да проучва крайбрежието на Албания и Пелопонес с цел евентуална подкрепа на османците срещу нападение на французите от Италия и по време на това пътуване той събира ценна колекция монети и надписи от античните обекти.
При избухването на Англо-турската война (1807 – 1809) в 1807 година, Лийк е задържан в Солун, но още същата година е освободен и заминава за Епир, където се среща тайно с Али паша Янински в Янина. Лийк печели напълно доверието на Али паша и успява да го убеди да посредничи за примирие между Великобритания и Османската империя. Лийк остава при Али паша като британски представител повече от година. След тежко боледуване се връща в Англия, но през октомври 1808 отново пристига при Али паша, за да му достави артилерия и муниции. Следващите две години, базиран в Превеза, Лийк прави проучвания в Епир, Тесалия и Македония.
В 1810 година Лийк се завръща в Англия получава годишна заплата от 600 лири за службата си в Османската империя. В 1815 година се пенсионира от армията с чин полковник и посвещава остатъка от живота си на топографски и исторически изследвания.
Лийк става член на Кралското дружество на 13 април 1815 година. Избран е за член на Кралското географско дружество, както и на Кралското литературно дружество, получава титлата доктор хонорис по гражданско право от Оксфорд (1816), става член на Берлинската академия на науките и кореспондент на Френския институт.
Проучванията на Лийк се отличават с изключителна детайлност. Неговата „Топография на Атина“ (1821) е първото научно изследване по въпроса и остава авторитетно в научните среди дълго време. След смъртта на Лийк мраморната му колекция е предоставена на Британския музей, бронзовата му колекция, вазите и накитите са откупени от Кеймбриджкия университет са в музея Фицуилям.

## Произведения
- Topography of Athens („Топография на Атина“) (1821)
- Journal of a Tour in Asia Minor („Дневник на едно пътуване в Мала Азия“) (1824)
- Travels in the Morea („Пътувания в Морея“) (1830) и приложението Peloponnesiaca (1846)
- Travels in Northern Greece („Пътувания в Северна Гърция“) (1835) (частта посветена на Македония, е публикувана на български в „Английски пътеписи за Балканите“, София 1987)
- Numismata Hellenica (1854) и приложение в 1859.